# Dasyprocta mexicana
Dasyprocta mexicana é uma espécie de roedor da família Dasyproctidae.
É endêmica do México, onde pode ser encontrada de Veracruz ao leste de Oaxaca. Foi introduzida em Cuba.